# شلودویگ، شاهزاده هوهنلوهه-شیلینگسفورست
شلودویگ کارل ویکتور، شاهزادهٔ هوهنلوهه-شیلینگفورست(به آلمانی: Chlodwig Carl Viktor Fürst zu Hohenlohe-Schillingsfürst) یا به کوتاهی شاهزادهٔ هوهنلوهه (زادهٔ ۳۱ مارس ۱۸۱۹ – درگذشتهٔ ۶ ژوئیه ۱۹۰۱) دولتمرد آلمانی، صدر اعظم این کشور و نخست‌وزیر پروس میان سال‌های ۱۸۹۴ تا ۱۹۰۰ میلادی بود. او در جایگاه‌های چندی از جمله نخست‌وزیری باواریا، سفارت در پاریس، وزارت خارجه و فرمانداری آلزاس-لورن خدمت کرده‌بود. او در زمان خود از برجسته‌ترین سیاستمداران لیبرال آلمان بود.

## زندگی
شلودویگ در روتنبورگ آن در فولدا در هسن و از دودمان هوهنلوهه زاده‌شد. عمهٔ او شاهزاده فئودورای لاینینگن خواهر ناتنی شهبانو ویکتوریا بود و او بدین واسطه می‌توانست به جایگاهی در بریتانیا دست‌یابد، ولی شلودویگ به دستگاه دیپلوماتیک پروس پیوست.
در ۱۸۶۶ او نخست‌وزیر باواریا شد و در جستجوی راهی بود تا بخش‌های جنوبی آلمان را با کنفدراسیون آلمان شمالی یکی سازد. در این سال‌ها او پس از بیسمارک برجسته‌ترین سیاست‌مدار آلمان گشته بود.
در ۱۸۹۴ ویلهلم دوم وی را جانشین لئو فون کاپریوی در جایگاه صدر اعظمی آلمان نمود. او در دورهٔ صدر اعظمی کمتر در میان عموم پدیدار شد. او در ۱۷ اکتبر ۱۹۰۰ از صدارت عظمی کناره‌گیری نمود. مرگ او در باد راگاتس سوئیس رخ‌داد.